# Madhupur (regione)
Il Madhupur o giungla di Madhupur, noto anche come Garh Gazali o Garh Gazau, è una regione forestale che si estende per circa 100 km da nord a sud nel Bangladesh centro-orientale. È un'area leggermente elevata di antichi depositi alluvionali posta tra i fiumi Meghna e Jamuna (Brahmaputra). Una vasta parte dell'area è stata disboscata ed è ora coltivata intensivamente. La specie arborea più comune è il sal (Shorea robusta), un'importante fonte di legno e combustibile. Vengono coltivati anche bambù, palme da cocco e palme di betel. Alcune aree aperte vengono utilizzate come terreni da pascolo.